# Jemirahan
Jemirahan is een bestuurslaag in het regentschap Sidoarjo van de provincie Oost-Java, Indonesië. Jemirahan telt 2540 inwoners (volkstelling 2010).